# Pygmaleptostylus
Pygmaleptostylus is een kevergeslacht uit de familie van de boktorren (Cerambycidae). De wetenschappelijke naam van het geslacht werd voor het eerst geldig gepubliceerd in 1963 door Gilmour.

## Soorten
Pygmaleptostylus is monotypisch en omvat slechts de volgende soort:
- Pygmaleptostylus pygmaeus (Fisher, 1926)